# Acromares
Acromares is een geslacht van hooiwagens uit de familie Cosmetidae.
De wetenschappelijke naam Acromares is voor het eerst geldig gepubliceerd door C.J.Goodnight & M.L.Goodnight in 1942. 

## Soorten
Acromares omvat de volgende 3 soorten:
- Acromares banksi
- Acromares lateralis
- Acromares vittatum